# 6817 Пешт
6817 Пешт (6817 Pest) — астероїд головного поясу, відкритий 20 січня 1982 року.
Тіссеранів параметр щодо Юпітера — 3,581.